# Rokpol
El Rokpol es un queso azul polaco parecido al Roquefort (queso azul francés). El nombre procede de «roquefort», sugiriendo que es su versión polaca.

## Características
Se elabora con leche pasteurizada de vaca, durante su proceso de maduración se le aplica el hongo Penicillium roqueforti para lograr su color característico. Carece de corteza y su sabor es fuerte y salado.